# Choong Tan Fook
Dans ce nom, le nom de famille, Choong, précède le nom personnel.
Choong Tan Fook, né le 6 février 1976 à Ipoh, est un joueur malaisien de badminton.

## Carrière
En double messieurs avec Lee Wan Wah, il est médaillé d'or aux Jeux du Commonwealth de 1998, aux Jeux d'Asie du Sud-Est de 2003, aux Championnats d'Asie de badminton 2006 et aux Championnats d'Asie de badminton 2007, médaillé d'argent aux Championnats d'Asie de badminton 1997 et aux Championnats d'Asie de badminton 2000 ainsi que médaillé de bronze aux Jeux d'Asie du Sud-Est de 1999, aux Championnats du monde de badminton 2001 et aux Championnats du monde de badminton 2007.
En double messieurs avec Chang Kim Wai, il est médaillé d'argent aux Jeux du Commonwealth de 2002. Il est aussi médaillé d'argent aux Jeux du Commonwealth de 2006 et médaillé de bronze aux Jeux d'Asie du Sud-Est de 2005 en double messieurs avec Wong Choong Hann.

## Vie privée
Il est le mari de la joueuse de badminton Zhang Jiewen.